# 북양통상대신
북양통상대신(北洋通商大臣)은 1860년 함풍 10년, 청나라 정부가 총리아문을 설치하고, 그 아래 변리삼구통상대신과 변리오구통상대신을 두었다. 부채 신설과 통상, 방어와 수입을 담당하고, 더불어 청나라 조정으로부터 권리를 위임받아 외교를 포함한 대외통상 등의 업무를 처리하였다. 약칭하여 ‘북양대신’으로 불렀다.

## 개요
제2차 아편 전쟁 이후 1861년에 청나라는 총리아문을 설치하고 그 아래에 삼구통상대신(三口通商大臣)과 오구통상대신(五口通商大臣)을 두고, 대외 통상과 외교 사무를 담당시켰다. 이중 삼구통상대신은 천진(天津)에 주재하며, 천진조약과 북경조약으로 개항된 우장(현재의 잉커우시, 천진(天津), 등주(登州, 현재의 웨이하이시와 옌타이시 북부)의 통상 사무를 담당했다. 초대 삼구통상대신은 숭후였다.
1870년, 삼구통상대신이 북양통상대신(北洋通商大臣)이라고 개칭되었고, 직례총독이 겸임하며 직례성(直隷省, 현재의 허베이성), 산동성(山東省), 봉천성(奉天省, 현재의 랴오닝성) 삼성(三省)의 통상, 양무, 외교, 해방 등을 담당했다. 역대 북양대신으로는 이홍장(李鴻章), 왕문소(王文韶), 영록(榮祿), 원세개(袁世凱) 등이 있다.

## 같이 보기
- 남양통상대신
- 북양함대
- 북양군벌